# Elvis' Christmas Album
Elvis' Christmas Album es el cuarto álbum de estudio del músico y cantante estadounidense Elvis Presley, publicado por la compañía discográfica RCA Victor en mono en octubre de 1957. Reeditado en varios formatos a lo largo de sucesivos años, fue grabado en los Radio Recorders de Hollywood y pasó cuatro semanas en el primer puesto de la lista estadounidense Billboard 200. Fue el primero de dos álbumes temáticos sobre las Navidades que Elvis grabó, junto a Elvis Sings the Wonderful World of Christmas en 1971. 
En diciembre de 1965 el disco se situó en el puesto # 2 del Billboard Top Christmas Sellers mientras que el tema Blue Christmas alcanzaba el puesto # 4 del Billboard Christmas Singles 
Según la RIAA, Elvis' Christmas Album ha vendido más de 10 millones de copias en los Estados Unidos, tres de ellas tras su publicación original en 1957. Fue el primer disco de Presley en conseguir el certificado de disco de diamante por la RIAA, y es el álbum navideño más vendido de todos los tiempos en los Estados Unidos.y también el álbum navideño más vendido en el mundo. 
La canción Blue Christmas que forma parte de este álbum, logró a lo largo de los años diversas entradas en los charts alcanzando el puesto # 1 de los sencillos navideños del Billboard.  El 6 de enero de 2024 la canción  ascendió al puesto # 18 del Billboard Hot 100 lo que significó un regreso de uno de los temas de Elvis Presley al Top 20. Elvis lleva acumulados de esta manera 49 éxitos en el Top 20 del Billboard Hot 100 al día de la fecha. 

## Contenido
La edición original en LP incluyó ocho canciones navideñas y cuatro gospel previamente publicados en el EP Peace in the Valley, lanzado en marzo de 1957. El álbum se dividió en canciones navideñas seculares en la cara A, con dos villancicos y las canciones gospel en la segunda cara. 
Aunque el álbum incluyó villancicos tradicionales como «White Christmas» y «Silent Night», dos nuevas canciones fueron aportadas por otros compositores. Una fue «Santa Bring My Baby Back (to Me)», y la otra, un número rock and roll, fue «Santa Claus Is Back in Town», compuesta por Leiber y Stoller. Ambos compositores proveyeron a Elvis de parte de sus mayores éxitos, como «Jailhouse Rock» y «Don't».

## Controversia
La canción «White Christmas» que apareció cada año en las listas de Billboard desde 1942 a 1962, se convirtió en el centro de la polémica con Elvis' Christmas Album, con llamadas del compositor Irving Berlin para prohibir la difusión del tema en la radio. Tras escuchar la versión de Presley, Berlin la vio como «una parodia profana de su clásico navideño» y ordenó a su personal en Nueva York que llamara a las cadenas de radio de los Estados Unidos, exigiendo que fuese prohibida. Aunque la mayoría de las estadiones de radio estadounidenses ignoraron la petición de Berlín, al menos un pinchadiscos fue despedido por difundir la canción, y la mayoría de las estaciones de Canadá se negaron a emitirla.
La controversia fue alimentada por la interpretación de Elvis en un estilo que reflejaba la versión de The Drifters, que había sido un top 10 en las listas de R&B en 1954 y 1955. A diferencia de la grabación de Elvis, sin embargo, su versión atrajo prácticamente ninguna reacción adversa. Parte de la razón por la que la versión de The Drifters fue menos controvertida fue porque solo se emitió en estadiones de radio para gente de color negro.

## Reediciones
El álbum de temas navideños de Elvis fue relanzado por el sello Victor en 1969, dos años después de su estreno original, mientras el artista se encontraba en Alemania haciendo el servicio militar. En la portada se mostraba un primer plano del cantante con un fondo nevado y continuó manteniendo el interés de sus seguidores, vendiendo más de tres millones de copias.
En 1971, tras el lanzamiento de un nuevo álbum navideño por parte de Elvis, Elvis Sings the Wonderful World of Christmas, se desató nuevamente el interés por aquella primera versión. Tanto fue así, que la discográfica se atrevió a lanzar una segunda reedición de Elvis' Christmas Album, revisada y retocada, que apareció bajo el sello RCA Camden. En esta ocasión, se modificó el tracklist para ajustarlo a sólo diez pistas y una duración total menor que el original, con el objetivo de conseguir un precio de salida más reducido.
Una tercera edición se publicó a mediados de los setenta, bajo el sello Pickwick Records, a quien RCA había cedido los derechos de explotación. Pickwick utilizó como base la edición de 1971, aunque cambiando la portada, que incluía una foto de Elvis. Esta edición fue la más vendida tras la muerta del cantante en 1977, calculándose unas ventas superiores a los diez millones de copias en los meses posteriores al fallecimiento.
En la década de los ochenta, el álbum fue reeditado nuevamente, esta vez adaptándolo a los nuevos formatos, incluido el CD, en un lanzamiento especial de la discográfica de álbumes clásicos del rock.

## Lista de canciones
| Cara A |                                    |                                   |          |  |
| N.º    | Título                             | Escritor(es)                      | Duración |  |
| 1.     | «Santa Claus Is Back in Town»      | Jerry Leiber, Mike Stoller        | 2:22     |  |
| 2.     | «White Christmas»                  | Irving Berlin                     | 2:23     |  |
| 3.     | «Here Comes Santa Claus»           | Gene Autry, Oakley Haldeman       | 1:54     |  |
| 4.     | «I'll Be Home for Christmas»       | Kim Gannon, Walter Kent, Buck Ram | 1:53     |  |
| 5.     | «Blue Christmas»                   | Billy Hayes, Jay Johnson          | 2:07     |  |
| 6.     | «Santa Bring My Baby Back (to Me)» | Aaron Schroeder, Claude Demetrius | 1:54     |  |

| Cara B |                                              |                                                     |          |  |
| N.º    | Título                                       | Escritor(es)                                        | Duración |  |
| 1.     | «O Little Town of Bethlehem»                 | Phillips Brooks, Lewis H. Redner                    | 2:35     |  |
| 2.     | «Silent Night»                               | Joseph Mohr, Franz Gruber                           | 2:23     |  |
| 3.     | «(There'll Be) Peace in the Valley (For Me)» | Thomas A. Dorsey                                    | 3:22     |  |
| 4.     | «I Believe»                                  | Ervin Drake, Irvin Graham, Jimmy Shirl, Al Stillman | 2:05     |  |
| 5.     | «Take My Hand, Precious Lord»                | Thomas A. Dorsey                                    | 3:16     |  |
| 6.     | «It Is No Secret (What God Can Do)»          | Stuart Hamblen                                      | 3:53     |  |

## Personal
- Elvis Presley: voz y guitarra acústica
- Scotty Moore: guitarra eléctrica
- Dudley Brooks: piano
- Gordon Stoker: piano
- Hoyt Hawkins: órgano
- Bill Black: contrabajo
- D. J. Fontana: batería
- The Jordanaires: coros